# Бауса, Эдгардо
Эдга́рдо Ба́уса (исп. Edgardo Bauza; род. 26 января 1958, Гранадеро-Байгоррия, провинция Санта-Фе) — аргентинский футболист и футбольный тренер. Будучи футболистом играл в составе национальной сборной Аргентины, стал вице-чемпионом мира 1990 года.

## Биография
Бауса большую часть своей игровой карьеры провёл в составе клуба «Росарио Сентраль» на позиции защитника. Причём в 310 матчах за клуб он забил 80 мячей, что делает его одним из самых результативных защитников в истории футбола. В 1980 (турнир Насьональ) и в сезоне 1986—1987 гг. Бауса становился чемпионом Аргентины в составе «Росарио Сентраль». В 1990 году Бауса стал вице-чемпионом мира в составе сборной Аргентины.
В качестве тренера возглавлял «Велес Сарсфилд», «Колон», родной «Росарио Сентраль», перуанский «Спортинг Кристал», эквадорский ЛДУ Кито. В 2005 году он привёл «Спортинг Кристал» к чемпионству в Перу, в 2007 году сделал ЛДУ чемпионом Эквадора, а в 2008 — победителем Кубка Либертадорес. Именно с ЛДУ Бауса добился наибольших достижений в качестве тренера. В 2013 году Бауса объявил о временном уходе из футбола, но ещё до конца года, в декабре, стало известно о его назначении на пост главного тренера «Сан-Лоренсо».
В 2014 году привёл «Сан-Лоренсо» к первой в истории клуба победе в Кубке Либертадорес.
17 декабря 2015 года назначен главным тренером бразильского клуба «Сан-Паулу». Контракт подписан до конца 2016 года. Бауса стал 4-м тренером из Аргентины в истории «Сан-Паулу» после Хима Лопеса, Армандо Ренганески и Хосе Поя.
1 августа 2016 года, после длительных переговоров с разными претендентами, Бауса был назначен на пост главного тренера сборной Аргентины. 4 августа 2016 года покинул «Сан-Паулу» после домашнего матча 18-го тура чемпионата Бразилии-2016 против «Атлетико Минейро» (1:2). Эдгардо Бауса — 5-й тренер, который ушёл из «Сан-Паулу» в национальную команду после Жореки (сборная Бразилии), Висенте Феолы (сборная Бразилии), Айморе Морейры (сборная Бразилии) и Хуана Карлоса Осорио (сборная Мексики). 11 апреля 2017 года Бауса был уволен со своего поста. Под его руководством команда провела 8 матчей, из которых выиграла три, две встречи вела вничью и три проиграла.
В мае 2017 года Бауса возглавил сборную ОАЭ, но, отработав всего три матча, перебрался в Саудовскую Аравию, с которой проработал всего два месяца.

## Титулы и достижения

### В качестве игрока
- Чемпион Аргентины (2): 1980 (Насьональ), 1986/87

### В качестве тренера
- Чемпион Перу (1): 2005
- Чемпион Эквадора (2): 2007, 2010
- Обладатель Кубка Либертадорес (2): 2008, 2014
- Обладатель Рекопы (1): 2010
- Финалист Южноамериканского кубка (1): 2011
- Финалист Кубка КОНМЕБОЛ (1): 1998